# Heartbreaker (Free)
Heartbreaker è l'ultimo album dei Free, pubblicato dalla Island Records nel 1973. I brani del disco furono registrati tra l'ottobre ed il novembre del 1972 all'Island Studios di Londra, Inghilterra.

## Tracce
Lato A
1. Wishing Well – 3:40 (John Rabbit Bundrick, Paul Kossoff, Paul Rodgers, Simon Kirke, Tetsu Yamauchi)
2. Come Together in the Morning – 4:39 (Paul Rodgers)
3. Travellin' in Style – 4:02 (John Rabbit Bundrick, Paul Kossoff, Paul Rodgers, Simon Kirke, Tetsu Yamauchi)
4. Heartbreaker – 6:12 (Paul Rodgers)

Lato B
1. Muddy Water – 4:14 (John Rabbit Bundrick)
2. Common Mortal Man – 4:06 (John Rabbit Bundrick)
3. Easy on My Soul – 3:44 (Paul Rodgers)
4. Seven Angels – 5:08 (Paul Rodgers)

Edizione CD del 2002, pubblicato dalla Island Records
1. Wishing Well – 3:39 (John Rabbit Bundrick, Paul Kossoff, Paul Rodgers, Simon Kirke, Tetsu Yamauchi) – Versione album originale
2. Come Together in the Morning – 4:38 (Paul Rodgers) – Versione album originale
3. Travellin' in Style – 4:01 (John Rabbit Bundrick, Paul Kossoff, Paul Rodgers, Simon Kirke, Tetsu Yamauchi) – Versione album originale
4. Heartbreaker – 6:12 (Paul Rodgers) – Versione album originale
5. Muddy Water – 4:15 (John Rabbit Bundrick) – Versione album originale
6. Common Mortal Man – 4:06 (John Rabbit Bundrick) – Versione album originale
7. Easy on My Soul – 3:44 (Paul Rodgers) – Versione album originale
8. Seven Angels – 5:03 (Paul Rodgers) – Versione album originale
9. Wishing Well – 3:39 (John Rabbit Bundrick, Paul Kossoff, Paul Rodgers, Simon Kirke, Tetsu Yamauchi) – Bonus Track - US Mix
10. Let Me Show You – 3:01 (Paul Rodgers, Simon Kirke, Tetsu Yamauchi, John Rabbit Bundrick) – Bonus Track - Single B Side
11. Muddy Water – 4:15 (John Rabbit Bundrick) – Bonus Track - Alternative Vocals
12. Hand Me Down/Turn Me Round – 3:19 (John Rabbit Bundrick) – Bonus Track - Prospective Album Track
13. Heartbreaker – 5:40 (Paul Rodgers) – Bonus Track - Rehearsal Version
14. Easy on My Soul – 8:42 (Paul Rodgers) – Bonus Track - Rehearsal Version

- Brano CD 9, registrato il 27-30 settembre 1972, all'Island Studios di Londra
- Brano CD 10, registrato il 7 novembre 1972 all'Island Studios di Londra
- Brani CD 11 e 12, registrati il 29 ottobre 1972 all'Island Studios di Londra
- Brani CD 13 e 14, registrati nel luglio 1972 al King Studio di Tokyo, Giappone

## Musicisti
- Paul Rodgers - voce solista, chitarra acustica, chitarra elettrica
- Paul Rodgers - pianoforte (solo nel brano: B3)
- Paul Kossoff - chitarra (tranne nei brani: B1 e B3)
- John Rabbit Bundrick - organo, pianoforte, glockenspiel, cori
- Tetsu Yamauchi - basso, percussioni
- Simon Kirke - batteria, percussioni, cori
- Simon Kirke - chitarra ritmica (solo nel brano: B1)

Musicisti aggiunti 
- Rebop Kwaku Baah - congas (brano: A1)
- Snuffy (W.G. Walden) - chitarra (brano: B3)